# Либеральный форум
Либеральный форум (нем. Liberales Forum, нем. LIF) — малочисленная либеральная политическая партия в Австрии, член Либерального Интернационала и европартии Альянс либералов и демократов за Европу.

## История
Партия была основана 4 февраля 1993 года после выхода политиков либерального толка, в том числе 5 членов Национального совета, возглавляемых Хайде Шмидт, из Австрийской партии свободы, в прошлом либеральной, но склонявшейся под руководством Йорга Хайдера к национализму. Таким образом, Либеральный форум стал первой политической партией страны, представленной в парламенте с самого основания, и заменил АПС в Либеральном интернационале. В 1994 году под руководством Шмидт партия завоевала 11 мест в парламенте, а в 1995 — 10 мест. Однако после отставки Шмидт популярность партии упала, и в 1999, получив 3,65 % голосов, Либеральный форум не прошёл в парламент, где с тех пор был представлен только в 2006—2008 годах депутатом, избранным по списку СПА. Вошла в партию NEOS — Новая Австрия.

## Программа
Партия выступает за полную либерализацию экономической системы, невмешательство государства в экономическую жизнь, массовую приватизацию, равноправие гомосексуалистов и легализацию марихуаны.